# Aeródromo de Ryshkovo
El Aeródromo de Ryshkovo (del ruso: Аэродром Рышково) (IATA: , ICAO: ) es un aeródromo deportivo ubicado 10 km al sur de Kursk, capital del óblast de Kursk, Rusia. 
Se trata de un aeródromo dedicado principalmente a la aviación deportiva.

## Pista
Cuenta con una pista de tierra en dirección 07/25, de 800 x 60 m (2.625 x 197 pies).